# Villa Ingenheim

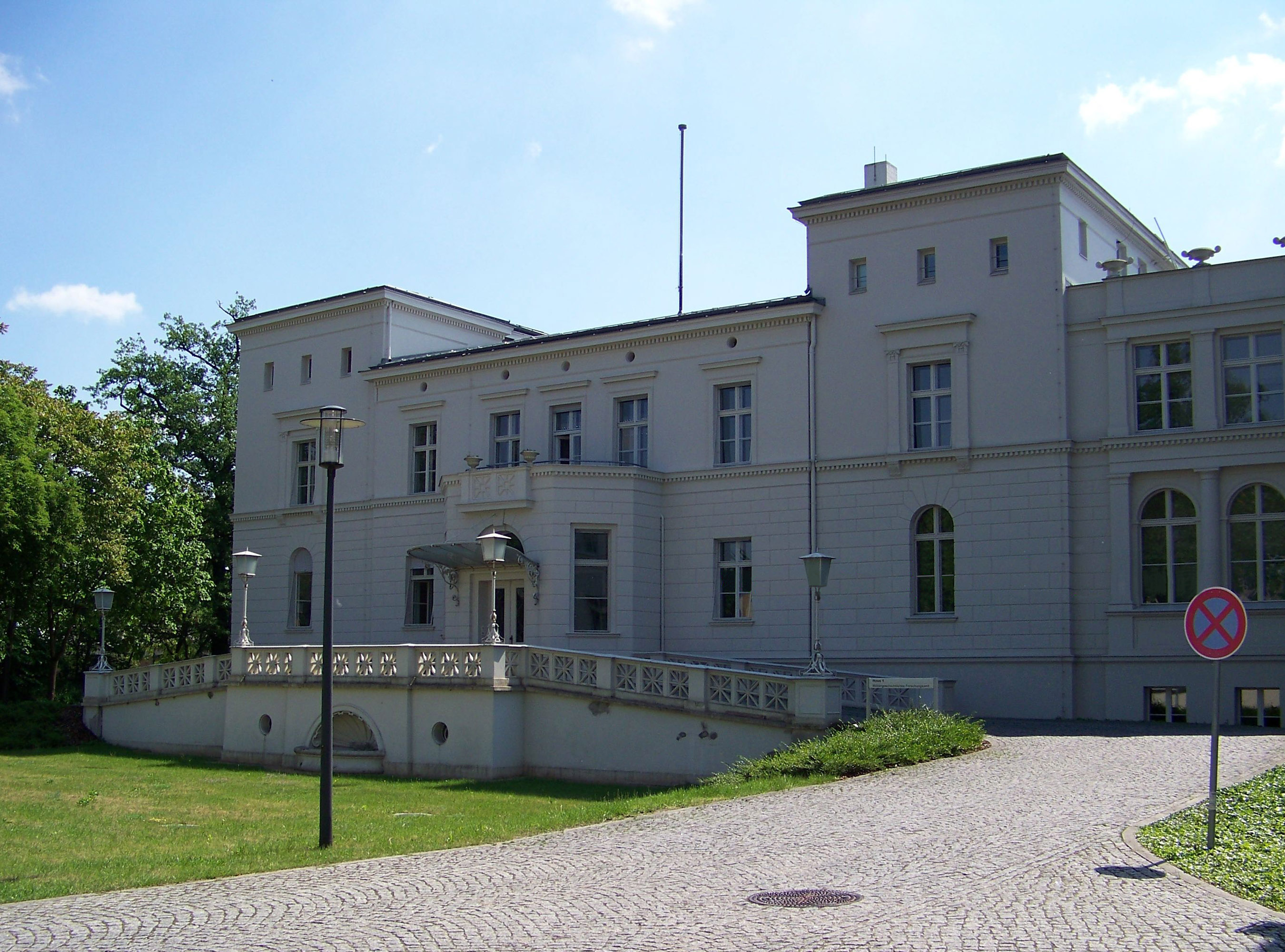
Villa Ingenheim

Die Villa Ingenheim ist ein traditionsreiches Gebäude in der Brandenburger Vorstadt im Westen von Potsdam. Die in der Zeppelinstraße 127/128 (zu DDR-Zeiten: Leninallee) gelegene Liegenschaft wird heute durch das Zentrum für Militärgeschichte und Sozialwissenschaften der Bundeswehr (ZMSBw) genutzt und ist ein militärischer Bereich.

## Geschichte
Im Jahr 1825 begann der Berliner Obermedizinalrat Friedrich August Walter mit dem Bau der Villa im italienischen Stil auf dem Gelände einer ehemaligen Ziegelei. Mitte des 19. Jahrhunderts ging die Liegenschaft in das Eigentum des Grafen Gustav Adolf Wilhelm von Ingenheim (1789–1855) über, Sohn von Friedrich Wilhelm II., König von Preußen, und Julie von Voß. Der Sohn Ingenheims, Julius, verkaufte das Haus 1894 an die Hauptlinie der Hohenzollern.
Die neuen Eigentümer ließen Anfang des 20. Jahrhunderts umfangreiche Erweiterungen und Umbauten durchführen. Anschließend nahmen 1910 Prinz Eitel Friedrich – der zweite Sohn Kaiser Wilhelms II. – und seine Gattin, die Herzogin Sophie Charlotte von Oldenburg, hier ihren Wohnsitz. Nach der Scheidung des Paares 1926 bis zu seinem Tod 1942 wohnte der Prinz im Gebäude. Im Zweiten Weltkrieg waren Teile der Villa vermietet, mit ausgebombten Familien belegt und wurden gegen Kriegsende von militärischen Truppenteilen genutzt.
Nach der Besetzung Potsdams durch die Rote Armee 1945 zog der sowjetische Nachrichtendienst NKWD ein, nutzte die Räume bis 1953 und verhörte dort inhaftierte Bürger. Im gleichen Jahr ging die Villa an die Kasernierte Volkspolizei über, 1956 an die Nationale Volksarmee (NVA) und den Stab der 1. Mot.-Schützen-Division.
Im Jahre 1958 begann die Nutzung der Liegenschaft durch das Militärgeschichtliches Institut der DDR (MGI) und das 1964 daraus ausgegliederte Militärarchiv der DDR. Zusätzlich entstand in den 1970er Jahren auf dem Gelände eine Fernmeldezentrale und Telefonvermittlung für die NVA. Nach der Wiedervereinigung Deutschlands wurde das Militärgeschichtliche Institut 1992 aufgelöst. Während einer Übergangszeit bis 1994 nutzte hier unter anderem die Zentrale Ermittlungsgruppe für Regierungs- und Vereinigungskriminalität (ZERV) die Bestände des Militärarchivs.
Mit der deutschen Wiedervereinigung 1990 wurde das Militärgeschichtliche Institut der DDR aufgelöst und vorübergehend zu einer Außenstelle des Militärgeschichtlichen Forschungsamt (MGFA) der Bundeswehr. 1992 kündigte der Generalinspekteur der Bundeswehr, General Klaus Naumann, bei einem Besuch im MGFA dessen Verlegung nach Potsdam an, was Proteste aus der Politik und der Belegschaft des Amts zur Folge hatte. Im Zeitraum 1. November 1993 bis 31. Oktober 1994 verlegte dieses laut OrgBefehl Nr. 13/93 vom 5. Juli 1993 an den Standort des MGI, die Villa Ingelheim in Potsdam. Ab dem 23. September 1994 war die Villa Ingenheim offiziell Dienstsitz des Militärgeschichtlichen Forschungsamtes (MGFA) nach dessen Verlegung von Freiburg im Breisgau nach Potsdam. 1995 wurde die Bibliothek des MGFA in der Villa öffentlich zugänglich. 1996 begann ein Umbau und Renovierung der Villa. Nach Abschluss dessen ersten Abschnitts vollzog Bundesverteidigungsminister Volker Rühe am 7. Mai 1998 die Schlüsselübergabe für die renovierte Villa Ingenheim. Das MGFA wurde zum 31. Dezember 2012 aufgelöst und ging im zum 1. Januar 2013 neu aufgestellten ZMSBw, dem heutigen Nutzer, auf.
Die Fernmeldezentrale und Telefonvermittlung der NVA wurde bis 2009 von der Bundeswehr genutzt: vom 1. April 1991 bis zum 30. November 1994 durch den „Bereichsfernmeldeführer 838“ und vom 1. Oktober 2000 bis zum 31. Dezember 2009 durch den „Fernmeldesektor 706“.